# Kibuisa Mpimpa
Albums de Werrason
Terrain eza miné À la queue leu-leu (Koyimbi Ko !)
Kibuisa Mpimpa (Opération Dragon), est le premier album solo de Werrason, sorti en 2001. Il est généralement considéré comme le meilleur album de Werrason par son public, et marque le début de sa carrière solo.

## Accueil de l’album
Cet album est considéré comme le meilleur de Werrason par ses fans, et comme un de ses grands succès, un de ceux qui ont construit sa popularité au Congo,,,.
L’année de sa sortie, Werrason  enchaîne les concerts, du stade des Martyrs à Kinshasa au Zénith à Paris, et est récompensé de deux Kora Awards au festival international de la musique noire en Afrique du Sud, dont celui de Meilleur artiste d'Afrique.

## Apports de cet album
Werrason s'efforce de prolonger les succès obtenus dans les années 1990 avec la ndombolo, en République démocratique du Congo, et ses rythmes dérivés de la rumba congolaise et du soukous, ciblant la jeunesse. Les rythmes de cet album, sont, pour Bouziane Daoudi, du journal Libération « un peu salsa, un peu zouk, un peu jazzy, un peu rap, un peu reggae, rock, voire country et beaucoup soukous ». Pour Nago Seck, d'Afrisson, Werrason y reste pourtant fidèle à la pulsation ndombolo, qui a fait recette. Le clip de l'album Opération Dragon est également remarqué.

## Aspects économiques
La maison de disque, JPS Production, aurait investi sur la préparation et la promotion de cet album 120 millions de F CFA, un investissement bien supérieur à ce que peut rapporter un album en RDC. L’historien David Van Reybrouck met en avant de son côté la guerre de sponsors, notamment entre différentes firmes occidentales distribuant de la bière en RDC, Bracongo (filiale des Brasseries et Glacières Internationales) et Bralima (filiale de Heineken).

## Liste des titres
CD 1
| No | Titre              | Durée |
| -- | ------------------ | ----- |
| 1. | Opération Dragon   | 08:02 |
| 2. | 13 Ans             | 07:49 |
| 3. | Un Prince au Congo | 07:28 |
| 4. | Fair-Play          | 07:13 |
| 5. | Fleur d’amour      | 07:42 |
| 6. | Waka Waka          | 04:21 |
| 7. | Destin ya moto     | 07:54 |
| 8. | Ntima Mbote        | 04:42 |
| 9. | Croix Rouge        | 04:35 |

CD 2
| No | Titre             | Auteur | Durée |
| -- | ----------------- | ------ | ----- |
| 1. | Kibuisa Mpimpa    |        | 08:02 |
| 2. | Blandine          |        | 07:03 |
| 3. | Tavé              |        | 07:16 |
| 4. | Le Grand Monsieur |        | 06:34 |
| 5. | Obiang            |        | 07:48 |
| 6. | Le Vent du Soir   |        | 07:48 |
| 7. | Annie             |        | 09:49 |
| 8. | Nakoyamba yo      |        | 02:18 |

## Principaux musiciens ayant participé à cet album
Les principaux musiciens ayant participé à l’album peuvent être cités,.

[Chanteurs]
- Ferré Gola
- Baby Ndombe
- Aimelia Lias
- JDT Mulopwe
- Serge Mabiala
- Adjani Sesele
- Werrason

[Animateurs]
- Bill Clinton Kalonji
- Celeo Scram

[Guitaristes]
- Japonais Maladi
- Flamme Kapaya
- Burkina Faso Mboka Liya

[Bassistes]
- Mimiche Bass
- Japonais Maladi

[Batteur]
- Papy Kakol

[Percussionniste]
- Shora Mbonda

[Synthétiseur]
- Thierry Synthé
- Les absents
- 'héritier wata ,
- Didier la coste

## Principaux invités
Pour cet album, Werrason a invité de nombreux artistes africains ou antillais. La présence de Manu Dibango est également significative. Ce musicien camerounais, de 30 ans plus âgé que lui, mais dont le rôle a été important dans la reconnaissance de la musique africaine, est considéré comme le « grand aîné ».  Werrason chante notamment avec lui, et avec Nathalie Makoma, dans le titre intitulé Croix Rouge, qui commence par ce dialogue parlé : « Dis moi, grand frère Manu, pourquoi l’Afrique est-elle vouée à la misère ? Pourquoi tant de guerre … », 
- Manu Dibango (Saxophoniste)
- Pit Baccardi (Rappeur camerounais)
- Nathalie Makoma (Chanteuse congolaise)
- Déesse Mukangi (Chanteuse congolaise)
- Ruth Kotto (Chanteuse camerounaise)
- Guy Nsangué Akwa (de) (Bassiste camerounais)
- Gode Lofombo (Bassiste)
- Thierry Vaton (Pianiste martiniquais)
- Al Nzimbi (Pianiste)
- Djudjuchet Luvengoka (Batteur)
- Ibrahimu (voix et basse)